# 鎧橋
鎧橋（よろいばし）は東京都中央区の日本橋川に架かる橋である。左岸（北東側）は日本橋小網町、右岸上流側は日本橋兜町、同下流側は日本橋茅場町となり、東京証券取引所も近い。上空は首都高速の高架橋に覆われている。

## 歴史

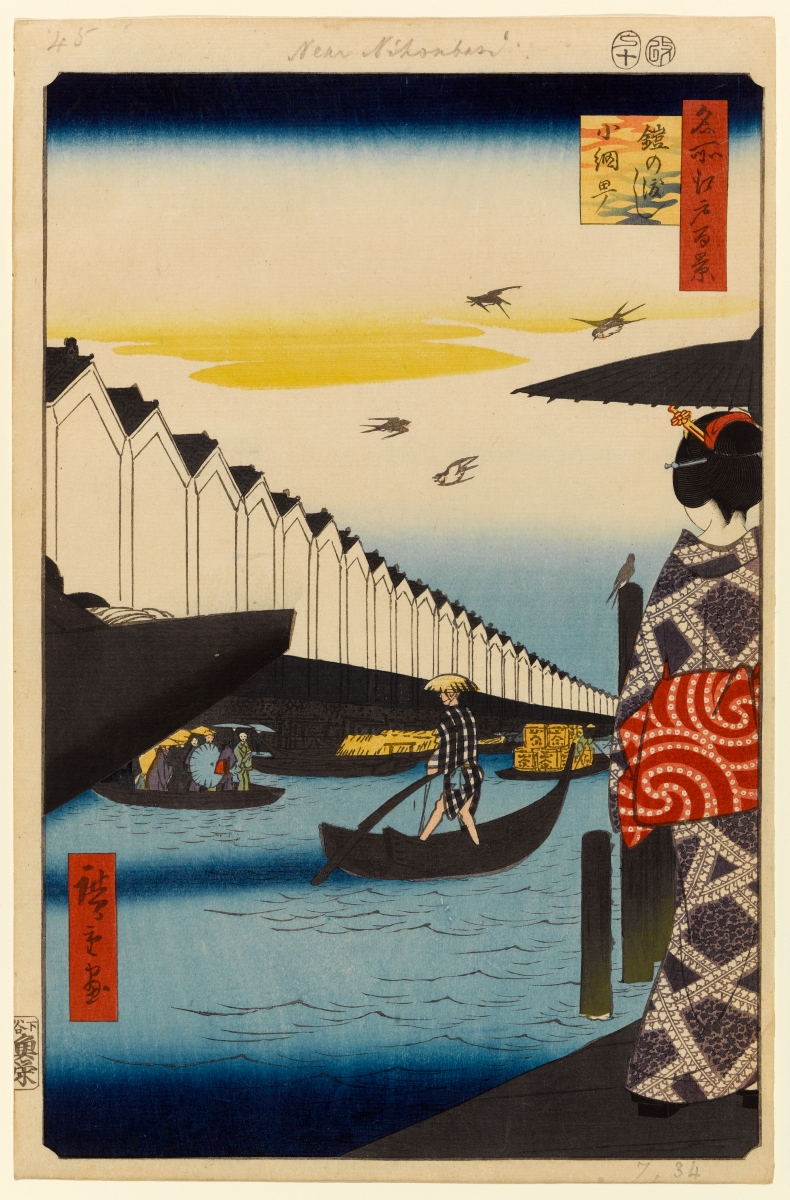
『名所江戸百景』のうち「鎧の渡し小網町」 歌川広重筆

この付近は、古くは茅の生い茂る沼地で、江戸時代に徳川家康の江戸城築城計画に合わせて埋め立てられた。橋が架かる以前は、渡船「鎧の渡し」が両岸を結んでいた。鎧の名の由来には2通りの言い伝えがある。一つは源頼義が奥州討伐の際にこの場所で暴風雨に遭い、自分の鎧を海中へ投げ入れ竜神に祈りを捧げたところ風がおさまったのが始まりとする説、もう一つは平将門が兜と鎧を奉納したのが由来とする説である。
鎧の渡しは50 mほどの渡しで、賃料は1人1文、武士・僧侶・山伏・医者は無料だった。『市中取締類集』に嘉永3年（1850年）江戸町奉行へ賃料の値上げを訴えた記録があり、鎧の渡しの実態を知ることが出来る。これによると極印のある渡し船は2艘、水主（船頭）は4人（1人・日給150銭+飯料150銭）、運賃の受け取り役である渡銭は2人（1人・日給53銭+飯料150銭）。有料利用者数は1ヶ月3万7千人で、近くにある無料の江戸橋を利用する者も多かったことを考えると、1日1200人以上の有料利用者数はかなり多いといえよう。しかし、人件費だけで歳出の85％に達しており大幅な赤字だった。特に支出を圧迫している水主の給金を減らそうにも日本橋川筋は特に通船数が多く、人件費が嵩んでも腕の良い船頭を選ばざるを得ない事情があったようだ。
初代の橋が架けられたのは1872年（明治5年）で、三井・小野・島田の3人の豪商が費用を出し合って建設された。周辺は江戸時代から米問屋や酒問屋が多く、1871年に第一国立銀行本店、1878年には東京証券取引所の前身である東京株式取引所が開設されるなど商業の町として発展した。1888年（明治21年）4月7日にトラス橋に架け替えられ、路面電車が走るようになった。1915年（大正4年）に拡幅工事が行われたが、1946年（昭和21年）には老朽化により本橋の都電の通行を終了。1957年（昭和32年）7月には、現在のゲルバー桁橋に架け替えられた。

## 隣接する橋
- 日本橋川

（上流側） - 江戸橋 - 鎧橋 - 茅場橋 - （下流側）

## 関連文献
- 斎藤長秋 編「巻之一 天枢之部 鎧之渡」『江戸名所図会』 一、有朋堂書店〈有朋堂文庫〉、1927年、141,145-147頁。NDLJP:1174130/79。